# Narkomfin-gebouw

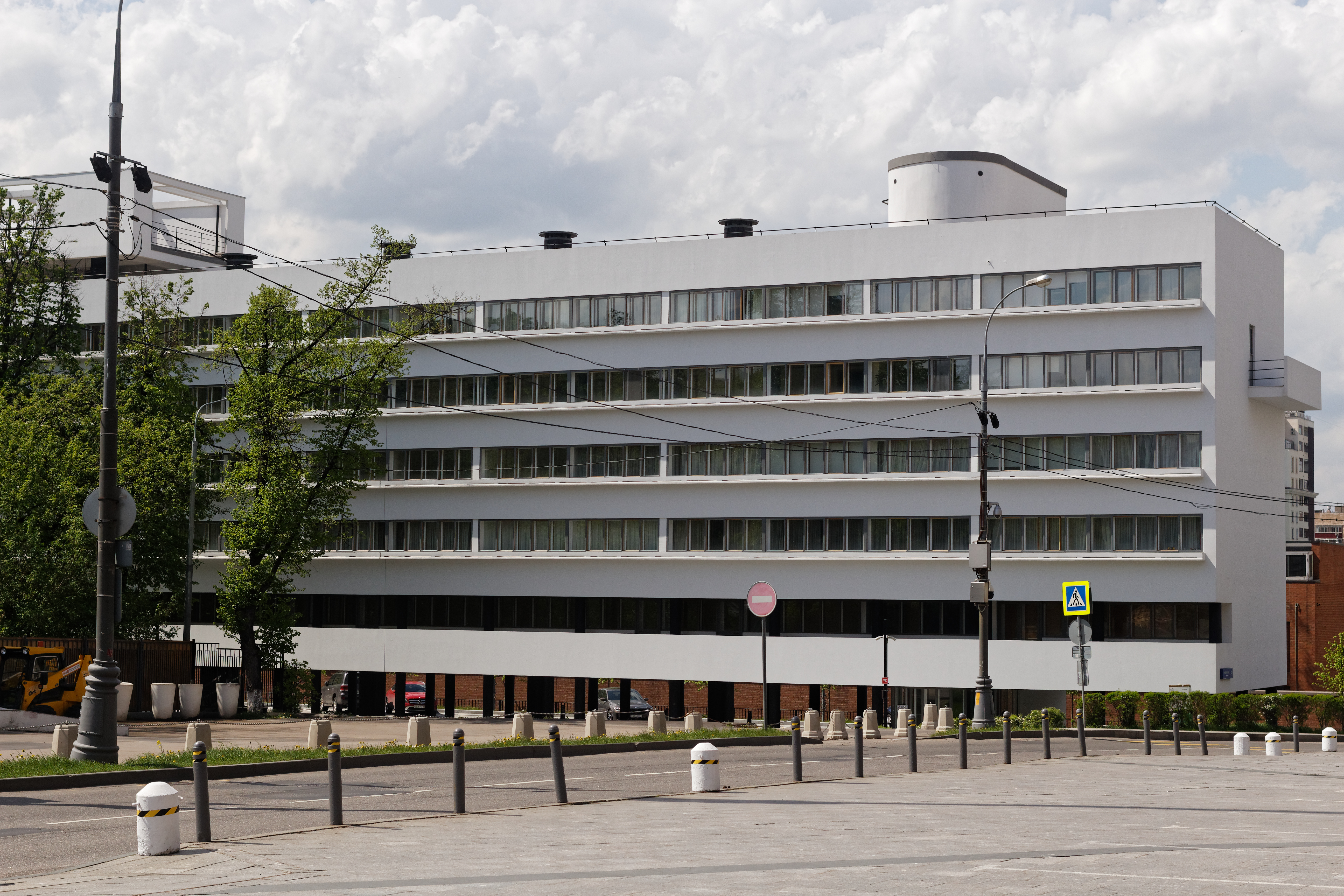
Het Narkomfingebouw na de restauratie

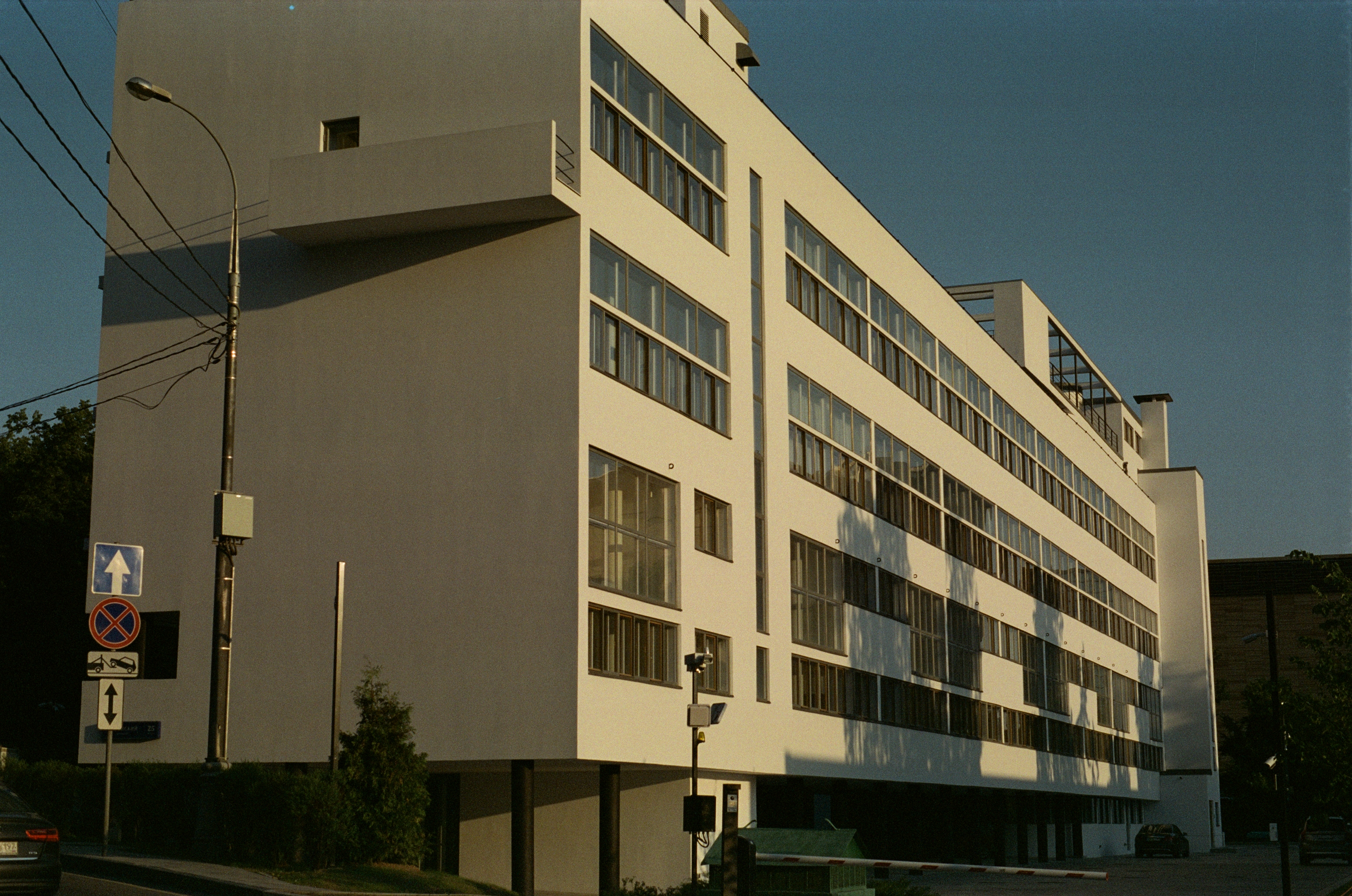
Het Narkofimgebouw na de restauratie

Het Narkomfin-gebouw in 1973

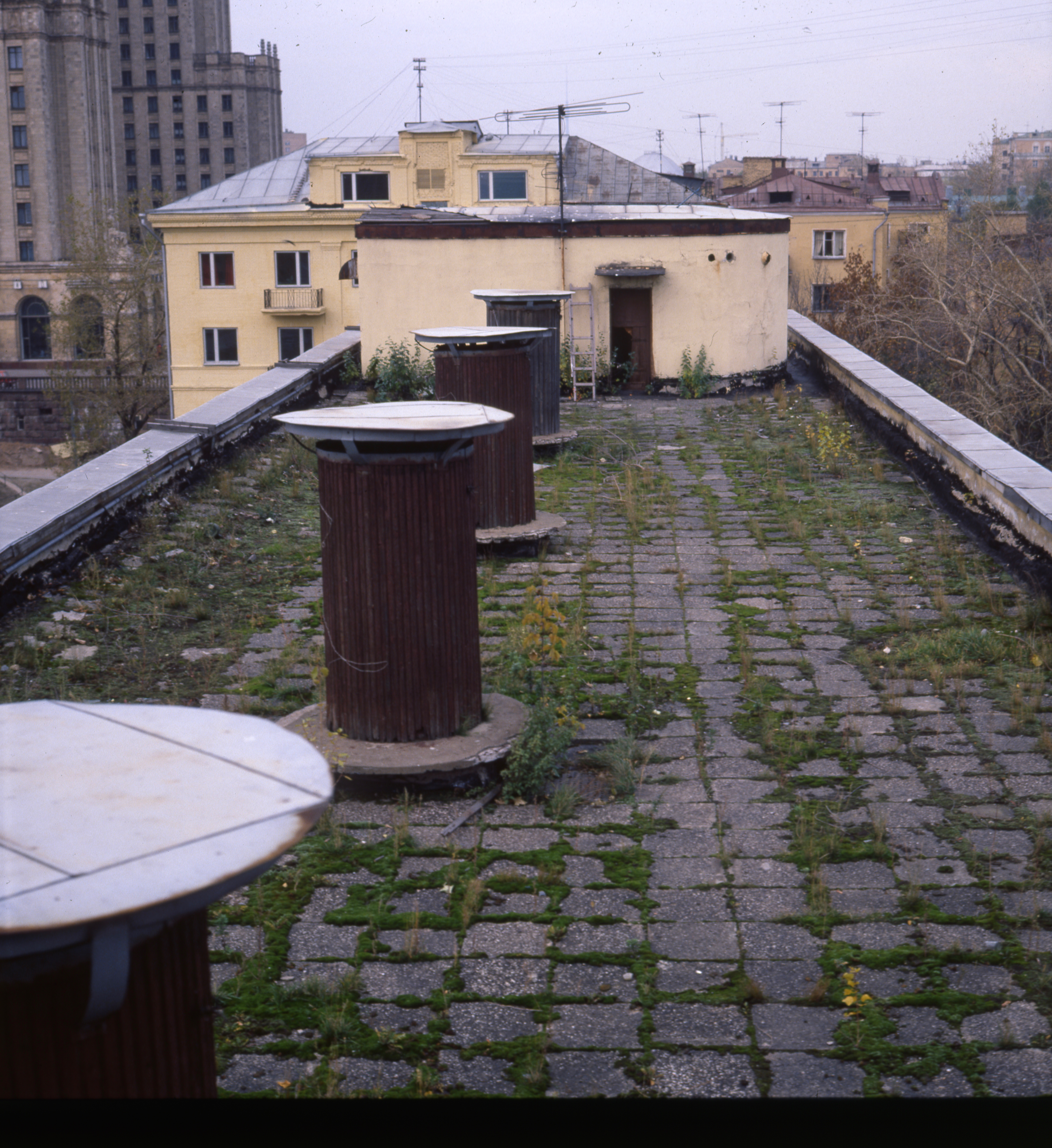
Op het dak van het Narkomfin-gebouw in 1973

Het Narkomfingebouw (Russisch: Дом Наркомфина, Dom Narkomfina) is een wooncomplex in Moskou, dat in 1928 werd ontworpen door Moisej Ginzburg en Ignaty Milinis en in 1932 werd opgeleverd. Het complex is een voorbeeld voor de architectuurstroming gebaseerd op het constructivisme en avant-garde. Gemeenschappelijke voorzieningen waren ondergebracht in een apart gebouw, dat direct verbonden was met de 54 wooneenheden. De wooneenheden waren bedoeld voor werknemers van het volkscommissariaat van Financiën (afgekort tot Narkomfin).
Le Corbusier liet zich inspireren door de gebouwen, die hij had bestudeerd tijdens zijn bezoeken aan de Sovjet-Unie, en ontwierp op basis hiervan een eigen variant van een utopische stadswoning in zijn Unité d'Habitation. 
Het complex, dat ernstig verwaarloosd was, werd tussen 2017 en 2020 gerestaureerd onder leiding van de kleinzoon van Moisej Ginzburg.
- Virtual International Authority File: 236601918